# Azenhas do Mar
Azenhas do Mar é uma aldeia no litoral do município de Sintra, freguesia de Colares. O lugar desenvolveu-se ao longo da ribeira do Cameijo, que corre para o Atlântico e quebra as arribas da costa, e na qual existiam azenhas (daí o nome), tem na base uma praia na qual existe uma piscina oceânica.
Para além do pitoresco da paisagem natural, existem nas Azenhas várias edificações de interesse, particularmente no Estilo Português Suave, nomeadamente com azulejaria nas fachadas, como é o caso da escola e a residência para o professor.
Presença em todos os roteiros turísticos de Portugal[carece de fontes?], é actualmente local de segunda habitação de muitos, sendo que a sua população residente se situa nos 800 habitantes. Tradicionalmente, para além da actividade de moagem, as principais actividades eram a agricultura, com especial relevo para o vinho e alguma pesca e recolha de mariscos (percebes e lapas).
Da memória das gentes do mar ficou devoção a Nossa Senhora do Mar, mas sobretudo celebra-se São Lourenço, santo padroeiro da terra e protector da vinha, cuja procissão se realiza todos os anos em Agosto, fazendo fé nos santos o povo carrega-os até à beira mar para a espectacular "bênção".
O desenvolvimento das Azenhas como estância balnear ocorreu em meados dos 30, quando a 31 de Janeiro de 1930, foi inaugurada a linha do Eléctrico do Banzão até às Azenhas do Mar. Segundo a tradição local, inauguração esteve envolvida em grande festa, com um dos homens amantes da terra, o "Tota", a colocar o chafariz do Arcão a deitar o famoso "Vinho de Colares".
Para a produção do Vinho de Colares, cultivam-se nas Azenhas as uvas "Ramisco", que eram plantadas em covas no solo de areia (para fazer os buracos, os agricultores protegiam-se com cestas de vime em torno do buraco, não fosse uma derrocada tirar a vida a alguém), para chegar ao barro húmido, covas que chegavam a ter 10 e mais metros de profundidade, e era ai que colocavam os bacelos para que dentro de anos começassem a brotar à superfície, chegando esta fase teríamos que esperar mais uns bons 6 a 7 anos, guiando com carinho a vinha rente à areia para que o calor da mesma acelerasse a maturação das uvas, em vinhas viradas ao mar, em pequenas parcelas de muros de pedra solta.

## Demografia
Segundo o censo de 2011 tinha 442 habitantes.

## Transportes
Foi terminal do Eléctrico do Banzão desde 1930 a 1955, em regime reduzido à época balnear nos dois últimos anos.